# Loutrós (ort i Grekland, Mellersta Makedonien)
Loutrós är en ort i Grekland.   Den ligger i prefekturen Nomós Imathías och regionen Mellersta Makedonien, i den norra delen av landet, 300 km norr om huvudstaden Aten. Loutrós ligger 11 meter över havet och antalet invånare är 1 296.
Terrängen runt Loutrós är huvudsakligen platt, men åt sydost är den kuperad. Runt Loutrós är det ganska tätbefolkat, med 72 invånare per kvadratkilometer. Närmaste större samhälle är Véroia, 18,1 km väster om Loutrós. Trakten runt Loutrós består till största delen av jordbruksmark.